# Operazione Saturno

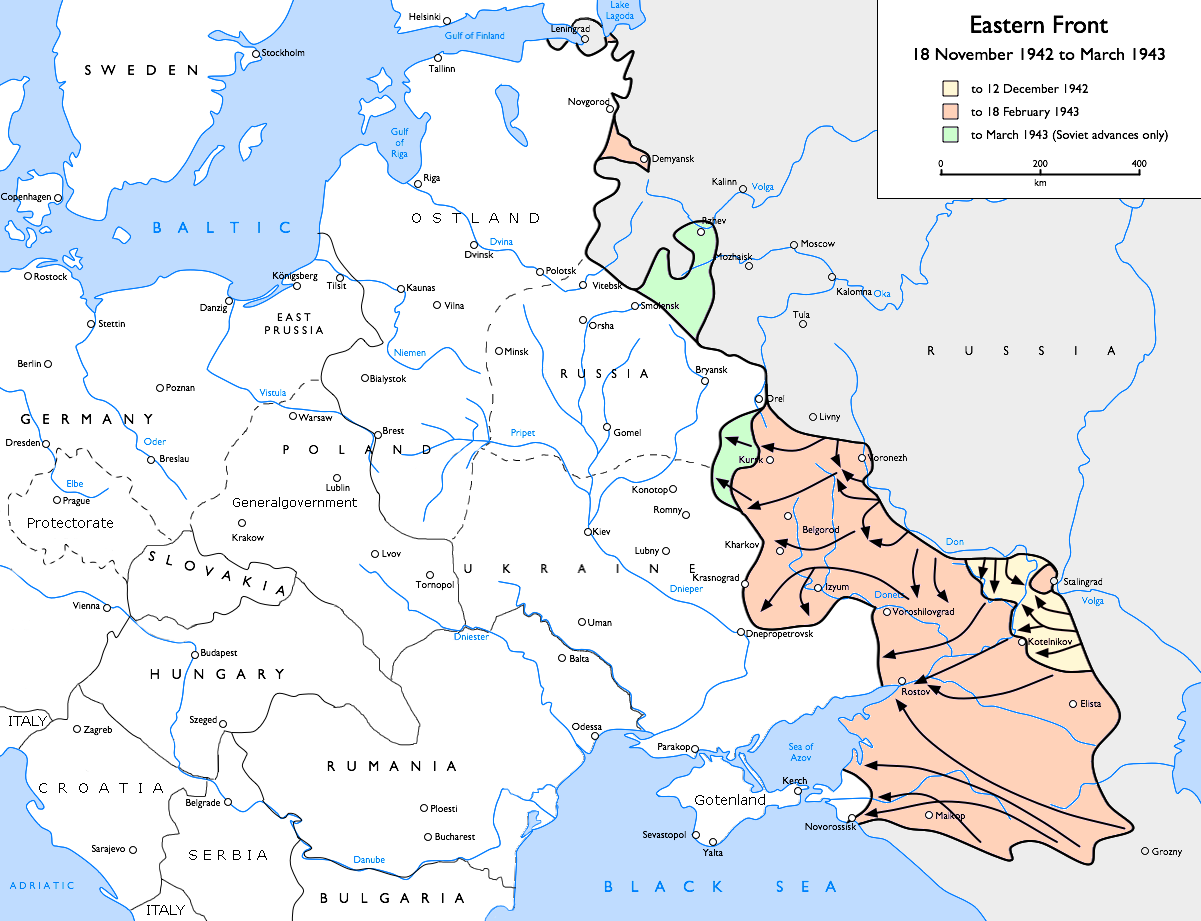
Il fronte orientale nell'inverno 1942-1943

Operazione Saturno (Операция Сатурн in russo, traslitterato come Operaciâ Saturn) era il nome in codice assegnato in origine dai sovietici alla seconda grande offensiva della campagna invernale nel settore meridionale del fronte orientale nel quadro della lunga battaglia di Stalingrado durante la seconda guerra mondiale.

## Pianificazione strategica sovietica
L'operazione, già discussa insieme all'operazione Urano durante i colloqui tra Stalin e il generale Aleksandr Vasilevskij di novembre, venne decisa dallo Stavka sovietico il 2 dicembre 1942 e prevedeva un'ambiziosa offensiva in due tempi con obiettivo finale Rostov per schiacciare le forze italiane dell'ARMIR e le residue truppe rumene, e quindi tagliare fuori e distruggere i due raggruppamenti tedeschi del Don (il Gruppo d'armate Don che tentava di soccorrere la 6ª Armata accerchiata a Stalingrado) e del Caucaso (il Gruppo d'armate A che si era avventurato fino alle periferie di Groznyj e Tuapse).
In pratica poi, il 13 dicembre, Stalin, in accordo con il generale Vasilevskij, modificò radicalmente l'originale piano Saturno riducendo la portata e gli obiettivi dell'offensiva, soprattutto a causa degli sviluppi non del tutto favorevoli sul fronte di Stalingrado che quindi necessitava di rinforzi in precedenza previsti per l'Operazione Saturno. 
A causa della controffensiva tedesca del feldmaresciallo Erich von Manstein nel settore di Kotel'nikovo il 12 dicembre (operazione Tempesta Invernale) e del fallimento degli attacchi sovietici del Fronte del Don del generale Konstantin Rokossovskij e del fronte di Stalingrado del generale Andrej Erëmenko sferrati dal 2 al 7 dicembre contro la sacca della 6ª Armata accerchiata, Stalin decise di trasferire la potente 2ª Armata delle guardie del generale Rodion Malinovskij sul fronte di Stalingrado e, di conseguenza, di ridurre gli obiettivi dell'operazione sul Medio Don, spostando la direzione di avanzata verso sud-est (e non verso sud) per puntare alle retrovie del raggruppamento von Manstein e agli aeroporti tedeschi che rifornivano la sacca, con lo scopo di bloccare la controffensiva tedesca e isolare definitivamente senza scampo la 6ª Armata. L'obiettivo Rostov (troppo ambizioso e forse irraggiungibile per le possibilità logistiche sovietiche) venne abbandonato nonostante le accese proteste dell'energico e ottimista generale Vatutin.
La nuova offensiva ridotta venne denominata operazione Piccolo Saturno e sarebbe iniziata il 16 dicembre 1942.